# أخاطية
أخاطية (الاسم العلمي Achatinoidea)، فصيلة عليا من القواقع الأرضية تنتمي إلى الرخويات بطنيات القدم.